# 커젠밍
커젠밍(중국어: 柯建銘, 1951년 9월 8일~)은 중화민국의 정치인으로, 제2~11대 중화민국의 입법위원이다.